# José de Campderrós
Josep de Campderrós i Pascual o José de Campderrós (Barcelona, 1742 – Santiago de Chile, 1811) fue un compositor y organista español que desarrolló su trabajo artístico en Santiago de Chile. Se casó el 2 de enero de 1797, a sus 55 años de edad con una mujer de origen chileno María de las Nieves Machado y Penochena.

## Biografía
Josep de Campderrós i Pascual nació en Barcelona en 1742. Fueron sus padres Martín de Campderrós y Magdalena Pascual. Los primeros años se dedicó al comercio, oficio que lo llevó a Lima, Perú, donde, tras ingresar como lego español de la Orden de la Buena Muerte, se transformó en director de coro y maestro de capilla. 
Después de ganar el concurso correspondiente obtuvo el mismo puesto en la Catedral Metropolitana de Santiago, Chile, entre 1793 hasta su muerte en 1811. Allí se encuentran todavía los manuscritos de sus 86 obras conocidas, compuestas por 22 piezas de carácter profano (villancicos y arias), 15 misas y otras 48 obras litúrgicas (himnos, salmos, oficios de difuntos, etc.). 
El padre de la musicología chilena, Eugenio Pereira Salas, lo consideraba el mayor exponente de la música que trabajó en dicho país.

"El repertorio de la Catedral se componía en su totalidad de lo que había escrito Campderrós, lego español de la Buena Muerte, que se había traído de Lima para organizar la capilla en los últimos años del siglo pasado".
José Zapiola,
refiriéndose al panorama musical en 1814.

Treinta años más tarde, se interpretó en la catedral de Santiago una reconstrucción de su Misa en Sol mayor. Tuvo mucho éxito, por lo que también fue grabada en disco.
Se desconoce prácticamente su vida fuera de Chile, únicamente el embarque realizado en Cádiz en el año 1774 y su trabajo en Lima. Asimismo gracias al compositor José Zapiola Cortés, se sabe de las primeras nociones de Campderrós en Santiago de Chile. Según Cortés, en su obra Recuerdos de treinta años (1881) defiende que " el repertorio de la catedral se componía en su totalidad de lo que había escrito Campderrós, lego español de la Buena Muerte, que se había traído de Lima para organizar la capilla en los últimos años del siglo pasado".
Samuel Claro Valdés en 1977 realizó el primer estudio biográfico sobre Campderrós, en el cual lo refleja como un hombre modesto, amable, muy trabajador y aplicado en su labor de músico y de maestro de capilla. Sus obras, escritas con muy buena caligrafía, fueron copiadas y reeditadas durante todo el siglo XIX (algunas de ellas con acompañamiento de órgano). 
En el Archivo de Indias (Contratación, legajos 5519 y 1777), donde se encuentran documentos sobre el embarque de Campderrós (como cargador, los cuales eran los que viajaban a las Indias para comerciar) para el mar del Sur. En uno de los documentos se halla una inscripción de él: "Don Joseph Campderrós BC, blanco cerrado de barba, 32 años" y con fecha de nacimiento de 1742. Asimismo Campderrós embarcó con 1136 palmos de mercaderías (valoradas en 300.000 maravedíes de plata) en las bodegas de Aquiles. Para poder viajar con sus objetos personales tuvo que pagar 4 pesos: "Un baúl con ropa de su uso, su cama, una frasquera y un envoltorio que mide seis palmos". Por testimonios, fechas, destino y firma no hay otro Campderrós como pasajero en este navío pero se desconoce todavía su transformación en compositor en Lima. Aunque Rodolfo Barbacci en sus Apuntes para un diccionario biográfico musical peruano (1949,436) cita que Campderrós era "muy bien considerado como músico en su época, fue en Lima director de coro y maestro de capilla". Sin embargo, se desconoce su educación y formación musical de este compositor barcelonés que se trasladó a Cádiz y de allí a Santiago de Chile como compositor y maestro de capilla.
Según los testimonios de José Zapiola en Recuerdos del siglo XVIII, la única orquesta que había en Santiago era la que había en la catedral formada por ocho instrumentos (órgano, tres cantantes, el maestro de capilla, etc.) pero que tras la llegada de Campderrós desde Lima en 1793 para ser el nuevo maestro de capilla de la catedral de Santiago de Chile, el número de integrantes aumento. Campderrós llegó a incluir hasta violines e instrumentos de viento-madera. Las cuatro piezas que compuso Campderrós en esa época (1793), van destinadas para dos violines, dos flautas y dos oboes.
Cabe destacar que durante esta etapa, Campderrós se vio influenciado por algunos compositores contemporáneos a él como Antonio Aranaz a la hora de componer boleras y su villancico A caza de almas tiene una "tonadilla a solo obligada de clarinete". Tras cuatro años, la presencia de Campderrós en la catedral chilena era sólida tras tener un gran actividad musical.
Por su estilo a la hora de componer, podríamos situar a Campderrós dentro del preclasicismo, reflejando los grandes conocimientos que tenía tanto en la composición y del uso de las voces. Sus obras tenían una buena caligrafía como es en el caso de la Misa en Sol mayor con escalas ascendentes y descendentes en el Credo y octavas paralelas en el Crucifixus.
Falleció en marzo de 1811 y el 1 de diciembre de 1812 se nombró a su sucesor José Antonio González con el siguiente decreto: "por cuanto se halla vaca la plaza de maestro de capilla de esta misma santa iglesia, por fallecimiento de don José Campderrós, que la obtenía".

## Algunas obras
- Celebremos con pompa, villancico.
- De los coros celestiales, nadala.
- Laudate Dominum, salmo.[3]
- Misa en Sol mayor.[4]
- Mísero corazón, en tres movimientos.
- Pastoral.
- Sagrado N; villancico a 4 con violines, Bajo Continuo, y Órgano.
- Magnificat; a 3 voces con dos violines, Bajo Continuo, y Órgano.